# Bane (personaje)
Bane (pronunciado como Bein) es un supervillano ficticio que aparece en los cómics estadounidenses publicados por DC Comics. Creado por Dennis O'Neil, Chuck Dixon, Doug Moench y Graham Nolan, hizo su debut en Batman: Vengeance of Bane # 1 (enero de 1993). El personaje suele ser representado como un adversario del superhéroe Batman y pertenece al colectivo de enemigos que conforman su galería central de villanos. Al poseer una mezcla de fuerza bruta e inteligencia excepcional, a Bane a menudo se le atribuye ser el único villano que ha "roto al murciélago" tanto física como mentalmente. También es hijo de otro de los enemigos de Batman, Rey Serpiente.
La lista de IGN de los 100 mejores villanos del cómic de todos los tiempos clasificó a Bane como # 34. Y uno de los villanos más malvados de Batman. El personaje ha sido sustancialmente adaptado de los cómics a múltiples formas de medios; Robert Swenson lo ha representado en acción en vivo en Batman y Robin por Tom Hardy en The Dark Knight Rises y por Shane West en Gotham.

## Historial de publicaciones
Chuck Dixon, Doug Moench y Graham Nolan crearon el personaje de la historia de Knightfall. Tanto Dixon como Moench escribieron la primera aparición del personaje en Vengeance of Bane, con arte de Graham Nolan. Desarrollaron el concepto de Bane después de una idea inicial del editor de Batman, Dennis O'Neil.
O'Neil había creado previamente el lugar de nacimiento de Bane de Santa Prisca en The Question y la droga Venom en la historia del mismo nombre (publicada en las páginas de Legends of the Dark Knight # 16-20, y luego reimpresa como un libro de bolsillo comercial). En las páginas de Azrael, O'Neil presentó la percepción de Venom de Bane como una adicción y la debilidad responsable de sus derrotas anteriores.

## Biografía del personaje

### Acerca de
La historia del origen de Bane se establece en la historia "Knightfall". Su padre, Edmund Dorrance (más conocido como el Rey Serpiente), había sido un revolucionario que había escapado del sistema judicial de Santa Prisca. El gobierno corrupto decretó que su hijo pequeño cumpliría la cadena perpetua del hombre, por lo que Bane pasó su infancia y su vida adulta temprana en prisión.
Aunque fue encarcelado, sus habilidades naturales le permitieron desarrollar habilidades extraordinarias dentro de los muros de la prisión. Leyó todos los libros que pudo, pasó la mayor parte de su tiempo libre entrenando en el gimnasio de la prisión, desarrolló su propia forma de meditación y aprendió a luchar en la despiadada escuela de la vida en prisión. Debido a la supuesta ubicación geográfica y cultural de Santa Prisca, Bane sabía hablar inglés, español, portugués y latín. A pesar de sus circunstancias, encontró maestros de diversa índole durante su encarcelamiento, desde convictos empedernidos y empernados hasta un anciano sacerdote jesuita, bajo cuya tutela aparentemente recibió una educación clásica. Bane asesinó a este sacerdote a su regreso a Santa Prisca años después. Cometió su primer asesinato a la edad de ocho años, apuñalando a un criminal que quería usarlo para obtener información sobre la prisión. Durante sus años en prisión, Bane llevaba un osito de peluche al que llamaba "Micho", a quien consideraba su único amigo. Se revela que Micho tiene un agujero en la espalda para sostener un cuchillo que Bane usó para defenderse.
Bane es torturado por una criatura murciélago monstruosa y aterradora que aparece en sus sueños, lo que le da un intenso miedo a los murciélagos. Finalmente, se estableció como el "rey" de la prisión de Peña Duro y se hizo conocido como Bane. Los controladores de la prisión tomaron nota y finalmente lo obligaron a convertirse en sujeto de prueba de una misteriosa droga conocida como Venom, que había matado a todos los demás sujetos. El experimento de Venom en la prisión de Peña Duro casi mató a Bane al principio, pero sobrevivió y descubrió que la droga aumenta enormemente su fuerza física, aunque necesita tomarla cada 12 horas (a través de un sistema de tubos que se bombean directamente a su cerebro) o lo hará sufrir efectos secundarios debilitantes.
Bane escapa de Peña Duro, junto con varios cómplices basados en los Cinco Fabulosos (sus secuaces Trogg, Zombie y Bird, todos los cuales llevan el nombre de bandas de rock de los años 60 - The Troggs, The Zombies y The Byrds - y están diseñados para imitar a tres de los ayudantes de Doc Savage (Monk, Cam y Renny). Su ambición se centra en destruir a Batman, sobre quien había escuchado historias de Bird. La Matanza fascina a Bane porque, como Peña Duro, el miedo gobierna La matanza, pero es el miedo a Batman. Bane está convencido de que Batman es una personificación del murciélago demoníaco que había perseguido sus sueños desde la infancia. Por lo tanto, Bane cree que el destino puso a Batman en un curso de colisión con él.
Durante la historia de "Knightfall", Bane, queriendo que Batman se reduzca a su estado físico y psicológico más débil, usa municiones robadas para destruir las paredes del Arkham Asylum, lo que permite a sus presos trastornados (entre ellos: Joker, Dos Caras, Riddler, El Espantapájaros, Sombrerero Loco, El Ventrílocuo, Luciérnaga, Cornelius Stirk, Film Freak, Hiedra Venenosa y Victor Zsasz) puedan escapar a Gotham City. Durante este tiempo, Bane asesinó a Film Freak que actuó como el asesino controlado por la mente del Sombrerero Loco, secuestró e interrogó sin éxito a Robin que lo estaba espiando, y tuvo una revancha sangrienta con Killer Croc que terminó en un punto muerto cuando fueron eliminados del Alcantarilla. En consecuencia, Batman se ve obligado a recapturar a los fugitivos, una misión que le lleva tres meses y lo lleva al borde del colapso físico y mental. Agotado, Batman regresa a su casa en la Mansión Wayne, solo para encontrar a Bane esperándolo.
Bane ataca a Batman y lo golpea casi hasta la muerte, y le da un brutal golpe final en el que levanta a Batman y lo rompe sobre una rodilla, dejándolo parapléjico. Bane se convierte así en el único hombre que tiene "Roto al Murciélago". Este momento icónico está incorporado en The Dark Knight Rises, Robot Chicken DC Comics Special y aludido en numerosas ocasiones en la UADC.
Mientras Bane se establece como el nuevo gobernante del inframundo criminal de Gotham, Bruce Wayne pasó el manto de Batman a Jean-Paul Valley, también conocido como Azrael. Ignorando las advertencias de Bruce de mantenerse alejado de Bane, Azrael intenta enfrentarse al villano en su suite del ático. Azrael ya ha agregado un conjunto de guanteletes de metales pesados de alta tecnología al Batitraje, y los usa para disparar proyectiles afilados a Bane. Sin embargo, Bane puede tomar la delantera en la pelea después de usar Veneno y burlarse de Azrael, lo que lo enoja lo suficiente como para perder el enfoque y, por lo tanto, darle la oportunidad de vencerlo. Sin embargo, Bane sufre profundas laceraciones en la batalla y pierde mucha sangre.
Incapaz de ir al hospital, Bane aumenta su consumo de Venom para bloquear temporalmente el dolor y ganar tiempo para derrotar al nuevo Batman. Un Azrael humillado regresó a la Baticueva y construyó un traje de combate avanzado de metal, en lugar del tradicional Batitraje, con muchas cámaras dentro del traje que disparan armas afiladas. Reducido a poco más que un animal herido que huye para sobrevivir, Bane no es rival para el "nuevo" Batman. Bane finalmente es derrotado cuando Azrael corta los tubos que bombean a Veneno a su torrente sanguíneo, causando una abstinencia severa. El comisionado James Gordon, Harvey Bullock y Robin observan con horror cómo este nuevo Batman tortura a Bane derrotado, quien le ruega a su adversario que lo mate. Sin embargo, Azrael niega su impulso innato de matar a Bane y lo deja para ser arrestado.

### Máscara
Tras los acontecimientos de Knightfall, Bane se recupera de su adicción a la droga Venom en la Prisión Blackgate, como se ve en Vengeance of Bane II: The Redemption (1995). Con el tiempo, Bane se escapa de la cárcel y regresa a Gotham City, donde lucha junto a Batman para eliminar a una banda criminal que está distribuyendo un derivado de la droga Veneno a los matones callejeros. Después de una victoria sobre los delincuentes (y la revelación de que el médico que le realizó la cirugía a Bane en Santa Prisca estaba detrás de esto), Bane se proclama inocente de sus crímenes pasados, e insta a Batman que detenga su persecución. Tras esto abandona Gotham para comenzar la búsqueda de su padre muerto.
La búsqueda de Bane lo lleva de regreso a Santa Prisca. En busca de pistas, Bane interroga al sacerdote jesuita que le había enseñado mientras estaba en Peña Duro. El sacerdote explica que había cuatro hombres que posiblemente podrían haber sido su padre: un revolucionario de Santa Priscan, un médico estadounidense, un mercenario inglés y un banquero suizo. Mientras busca al suizo en Roma, Bane se encuentra con Talia al Ghul y la Liga de Asesinos y finalmente impresiona tanto a Ra's al Ghul que elige a Bane para casarse con Talia y convertirse en su heredero.
Ra's al Ghul luego lanza un ataque de plaga en Gotham en la historia de "Legado", con Bane a su lado, quien se hace pasar por el secuaz de Ra's al Ghul, Ubu. Batman consigue su revancha con Bane en Detective Comics # 701 y finalmente lo derrota en combate singular. Decepcionado por el fracaso de su protegido, Ra's cancela el compromiso con Talia y repudia a Bane.
Siguiendo la historia de "Legado", Bane aparece en una publicación única llamada Batman: Bane (1997) con la intención de destruir Gotham City usando un reactor nuclear. Sin embargo, Batman frustra la trama. Durante la historia de "Angel and the Bane", Bane embosca a Azrael, derrotándolo brutalmente y capturándolo, antes de volverlo adicto a una forma aún más potente de Venom. Azrael finalmente escapó a la jungla con Nomoz y con éxito, aunque dolorosamente, superó su adicción. Azrael, debilitado y herido, logró mentalizarse y derrotar a Bane antes de escoltarlo de regreso a la devastada Gotham por el Cataclismo. Una vez en Gotham, Bane escapó brevemente durante una réplica antes de que Azrael lo recapturara rápidamente. Bane luego aparece en el arco de la historia "No Man's Land", sirviendo como ejecutor de Lex Luthor durante los intentos de Luthor de tomar el control de Gotham bajo el pretexto de ayudarlo a reconstruirse, pero Batman convence a Bane de que se vaya después de una breve confrontación entre Bane y el Joker. Después de las consecuencias con Ra's al Ghul, Bane se embarca en una campaña para destruir los Pozos de Lázaro en todo el mundo y, en el proceso, se encuentra con Canario Negro.

### "Tabula Rasa" y "Veritas Liberat"
En la historia de "Tabula Rasa", Bane se entera del sacerdote jesuita que existe la posibilidad de que su padre biológico sea un médico estadounidense. Al investigar este tema, Bane llega a la conclusión de que él y Batman comparten un padre biológico: Thomas Wayne, quien había estado cerca de la madre de Bane durante su tiempo en Santa Prisca. Bane alerta a Batman sobre esta posibilidad y, durante el tiempo que se realizan las pruebas de ADN, se queda en la Mansión Wayne y pelea junto a Batman en las calles de Gotham. En última instancia, se revela que el Dr. Wayne no es el padre de Bane, y Bane deja Gotham en paz, y con la bendición y el respaldo financiero de Batman, para buscar pistas en las montañas nevadas de Kanchenjunga..
Bane finalmente encuentra a su padre, que resulta ser el sin escrúpulos Rey Serpiente, en la historia de "Veritas Liberat". Bane, con Batman mirando, ayuda a frustrar los planes del Rey Serpiente de desatar un arma poderosa sobre el mundo. Bane salva a Batman de ser disparado por Rey Serpiente, pero es herido de muerte en el proceso. Batman luego salva a Bane bañándolo en un Pozo de Lázaro, y lo deja con la pizarra en blanco.

### Crisis infinita y un año después
En Crisis infinita # 7, Bane lucha junto a los villanos durante la Batalla de Metropolis. Durante la batalla, rompe la espalda del héroe Judomaster, matándolo. No se dio ninguna razón para sus acciones en el n.°7, aunque en la edición recopilada de Crisis infinita, uno de los muchos cambios realizados en la serie original fue que Bane dijo "Finalmente sé quién soy: Soy 'Bane'. Yo 'rompo' personas."
Bane reaparece en la continuidad Un año después de JSA Classified # 17-18 en busca de los Hourmen (Rex y Rick Tyler) y les pide ayuda. Para ganarse su confianza, les cuenta cómo, antes de la Batalla de Metrópolis, regresó a su tierra natal para poner fin al gobierno de los narcotraficantes y en el proceso descubrió que se había creado una nueva cepa de Venom más adictiva. En su furioso descuido por acabar con el tráfico de drogas, fue capturado y reimplantado con los tubos craneales, conectado al nuevo Veneno y ahora incapaz de deshacerse de su adicción sin morir por la abstinencia. Bane se vio obligado a trabajar como ejecutor del cartel de la droga, sin poder escapar. Creyendo que Bane buscó la experiencia de Rex Tyler en química, Rick le permite acercarse a su padre, solo para descubrir que la historia es una artimaña. Bane, que nunca había sido realmente adicto al Veneno, de hecho había eliminado a los capos de la droga y destruido todas las notas de investigación sobre Venom. Descubrió en el proceso ambas cepas del Venom derivadas de las primeras investigaciones de Rex Tyler sobre Miraclo. Descubre por los Tylers que no existen notas escritas del trabajo de Rex, captura a Rex y roba el equipo de Rick, planea matar a Rex y obligar a Rick a tomar lo último del nuevo Venom, viviendo para siempre como un adicto. Rick manipula a Bane para que use a Miraclo y demuele el edificio mientras él y su padre escapan, enterrando al mercenario entre los escombros de la misma penitenciaría de Santa Priscan donde comenzó su historia.
Finalmente, Bane resurge en Santa Prisca y lleva al país a elecciones democráticas. Al descubrir que las elecciones fueron manipuladas por Computron, usa su influencia para hacer cumplir la ley marcial, hundiendo al país en una guerra civil. Computron ofrece información a Checkmate, quien le ordenó manipular las elecciones a cambio de su ayuda para escapar del país. Fire y el hijo de Judomaster, Thomas Jagger, son enviados a la misión, con Jagger debatiendo si buscar o no venganza por el asesinato de su padre. Lucha contra Bane para permitir que Fire escape, derrotándolo fácilmente, pero elige no matarlo.
Al final de la miniserie Suicide Squad: Raise the Flag, Amanda Waller recluta a Bane en el Escuadrón. En Outsiders # 50, parece que una vez más usa el sistema de tubos para aplicar Veneno.
En Salvation Run # 2, Bane es engañado por sus compañeros de escuadrón y enviado al planeta prisión. En Salvation Run # 3, Bane permanece con la facción de Lex Luthor después de que la facción del Joker se rebela contra el liderazgo de Luthor. Ataca a Thunder y Lightning cuando intentaban alimentar al Detective Marciano.
Superman/Batman # 53- # 56 revela que Bane está intercambiando sus suministros de Veneno con capos de la droga de todo el mundo. Uno de sus envíos incluye un viaje a Gotham. Batman, que fue temporalmente dotado de los poderes de Superman, respondió atacando a Bane en su casa. El Caballero Oscuro no solo fue capaz de derrotar fácilmente al villano, sino que el héroe casi lo mata con su fuerza muy superior. Bane sobrevivió a sus heridas debido a la resistencia mejorada de sus suministros de Veneno.

### Seis Secretos
Desde septiembre de 2008, Bane ha aparecido como un personaje regular en la serie en curso Seis Secretos. En el primer número, Bane es representado como un estoico defensor del diablo del grupo, ofreciendo puntos de vista alternativos tanto para Deadshot como para Catman sobre el tema del amor. Más tarde se demuestra que tiene una preocupación casi paterna por el bienestar de Scandal Savage. Aunque esto se juega en gran medida para reír en los primeros números, el número final del primer arco muestra la profundidad del afecto de Bane. Cuando los Seis son atacados por un ejército de supervillanos, la preocupación de Bane por una herida Scandal (y aparentemente moribunda) resulta en romper temporalmente su promesa de no volver a tomar Veneno para salvarla. Más tarde se muestra que Bane se recuperó de su terrible experiencia, apareciendo en Gotham City con Cat-Man y Ragdoll en un intento de detener parte del caos causado por la aparente muerte de Batman. Durante las varias escapadas del equipo, Bane revela tanto un profundo respeto por su antiguo adversario como un doloroso anhelo de asumir el manto de Batman, y le dice a un trío de ciudadanos rescatados que le digan a la gente que fue Batman quien los salvó. Bane finalmente da su bendición a Dick Grayson, rezando para que "Dios lo ayude". Tras una misión casi desastrosa, Bane asume el liderazgo de los Seis. Su primer acto como líder es sacar a Scandal del servicio activo, sin desear que ella esté en peligro. En el último número de Secret Six, Seis Secretos de Bane y Seis Secretos de Scandal Savage finalmente se enfrentan entre sí. Bane y Scandal se involucran en una pelea uno a uno donde él se niega a luchar hasta que Scandal usa sus Lamentation Blades para cortar su garganta. La carta se usa en última instancia para resucitar a Knockout.
Llevado casi a la locura, Bane decide llevar a los Seis Secretos a Gotham en un intento de romper psicológicamente a Batman al matar a varios de sus aliados más cercanos. El equipo secuestra al Pingüino, a quien Bane bombea para obtener información sobre los socios de Batman. En el último número de la serie, Bane finalmente decide sobre Red Robin, Azrael y Batgirl como sus víctimas. Antes de que los Seis puedan hacer su movimiento, el Pingüino traiciona su ubicación, lo que resulta en un enorme ejército de superhéroes que van desde Green Lantern, Batman y la familia Superman hasta la Liga de la Justicia, las Birds of Prey y Booster Gold convergiendo en Gotham. Los Seis Secretos realizan una última batalla desesperada, pero son derrotados rápidamente. Con los destinos de los otros miembros de Seis Secretos ambiguos, se muestra por última vez a Bane siendo conducido en una camioneta de la policía de Gotham. El final del problema implica que planea escapar.

### The New 52
En septiembre de 2011, The New 52 reinició la continuidad de DC. En esta nueva línea de tiempo, Paul Jenkins vuelve a presentar a Bane en el DCU, y la carrera de David Finch en Batman: The Dark Knight (vol. 2). Como Bruce Wayne no puede mantenerse al día con las diversas conspiraciones legales que involucran a Batman Incorporated, decide investigar una fuga en Arkham. Allí, encuentra a los criminales alimentados con una toxina del miedo modificada que se mezcla con Veneno, lo que hace que los criminales sean extremadamente fuertes e inmunes al miedo. Encuentra que se lo da a los criminales un nuevo enemigo llamado Conejo Blanco; cuando Batman se acerca a ella, ella rápidamente lo derrota y le inyecta la toxina del miedo, que luego le da a Flash. Bruce luego encuentra que Bane está detrás de la nueva toxina del miedo y lo combate. Bruce se las arregla para quemar la toxina del miedo de su cuerpo y el de Flash al ser empujado al límite. Bruce logra derrotar a Bane y derribarlo, pero el Conejo Blanco lo deja confundido. Luego, Bane es arrastrado por la marea.
Bane aparece más tarde en Detective Comics (vol. 2) # 19, en la historia "War Council". Allí, su apariencia había sido alterada para incluir un chaleco y pantalones cargo, y ahora tiene un ejército que lo sirve. En la historia, se revela en un flashback que antes de su aparición en Batman: The Dark Knight, Bane tenía la intención de robar un dispositivo nuclear para amenazar a Gotham City, solo para tener un enfrentamiento con la Corte de los Búhos, quien evitó él de robar el dispositivo y no quería que interfiriera con sus planes. Más tarde, después de que Batman derrota a Bane, una figura misteriosa se enfrenta al villano y le informa que la Corte de los Búhos había socavado sus planes. Bane regresa a Santa Prisca para liderar su ejército contra ellos.
Durante la historia de Maldad Eterna, El Espantapájaros descubre que Bane puede ser la causa del levantamiento de Blackgate y será su líder en la guerra inminente y que los Talons fueron almacenados en Blackgate en hielo. Bane, después de haber escapado de la prisión de Peña Dura en Santa Prisca, envía su Veneno a Gotham City para estar allí cuando llegue. Mientras viaja a Gotham, orquesta la liberación de los prisioneros de Blackgate durante la transmisión del Sindicato del Crimen al mundo. Más tarde, a bordo de su barco, prepara a sus hombres para la guerra inminente con el Espantapájaros, y con Gotham en la lejanía, afirma que será suyo. Bane entra en Blackgate a través de las alcantarillas para unirse a los prisioneros allí. Mientras está allí, se encuentra con el lugar donde se almacenan las Garras con la esperanza de convertirlas en sus armas. Mientras que el ataque a Gotham City comienza entre los hombres de Bane y el GCPD, Bane también se acerca al Profesor Pyg, lo que lo obliga a unirse a su causa y hace correr la voz de que todo en Gotham ahora está controlado por Bane. Bane llega a Blackgate mientras Man-Bat y sus compañeros murciélagos están intentando transportar a los Talons al Sr. Frío y pueden evitar que uno se vaya. Bane recupera el Emperador Pingüino para el Pingüino como parte de su acuerdo.
Cuando Bane lleva al Emperador Pingüino al Pingüino, el Pingüino le dice que los luchadores de Arkham no le tienen miedo a Bane, ya que él no infunde miedo como lo hizo Batman. Al darse cuenta de esto, Bane se construye un Batitraje y se dirige a la Torre Wayne para enfrentarse a Killer Croc. Bane lucha contra Killer Croc y es capaz de derrotarlo, poniendo su mirada en recuperar los Talons. Bane despierta al Talon William Cobb y lo lleva a través de Gotham, donde lucha contra varios presos del Arkham Asylum. Bane comienza a reclutar ciudadanos de Gotham a su lado, ofreciendo su base en la Torre Wayne como un refugio para que la gente escape del gobierno de los presos de Arkham. Le dice a Cobb su plan de entregar la ciudad a la Corte, a cambio del uso de Garras a su disposición para ser impulsado por su Veneno. Los Talons atacan a los hombres de Bane y, finalmente, fijan su objetivo en Bane. Con la ayuda de Cobb, Bane puede dañar a los Talons lo suficiente como para activar sus poderes regenerativos para eliminar la tecnología de control mental.
Durante Batman: Eternal, después de que Alfred es atacado por Hush e infectado con una toxina del miedo, es transferido brevemente a Arkham antes de ser atacado como parte de la conspiración. Sin embargo, Alfred logra sobrevivir a la explosión del asilo y engaña a Bane para que lo ayude a llegar a una cueva de emergencia que Batman había instalado debajo de Arkham, las defensas de la cueva noquean a Bane y permiten que Alfred pida ayuda.

### DC Rebirth
Al comienzo de DC Rebirth, Bane todavía vive en Santa Prisca. En Batman # 6, se revela que había estado intercambiando Venom con el profesor Hugo Strange a cambio de los servicios del Psycho-Pirate, quien lo estaba ayudando a superar su adicción a la sustancia. Luego, Strange usó el Veneno para revivir los cadáveres de varios de sus pacientes, como se ve en el crossover de Night of the Monster Men. En Batman # 10, Batman, por sugerencia de Amanda Waller, emprende una misión suicida a Santa Prisca con la ayuda de Catwoman, el Tigre de Bronce, el Ventrílocuo y la pareja de payasos Punch y Jewellee para quitarle el Psico-Pirata de Bane. Batman necesita al Psico-Pirata para deshacer el daño que le causó a Gotham Girl, y cada miembro del equipo recibirá algún tipo de recompensa por sus esfuerzos. Bane captura a Batman poco después de su llegada, y luego vuelve a romperse la espalda y lo arroja a la celda donde pasó su infancia. Batman escapa, sin embargo, y arregla su espalda por su cuenta. Después de permitir que Catwoman lo "traicione" y que el Tigre de Bronce, Punch y Jewellee fingieran sus muertes, Batman usa el Ventrílocuo para incapacitar al Psico-Pirata y le dice a Catwoman que le rompa la espalda a Bane. Este acto de humillación y la pérdida del Psico-Pirata hacen que Bane se rompa y grite por Veneno de los guardias de la prisión.
En Batman (vol. 3) # 16, Bane ha reclutado a sus viejos secuaces Bird, Trogg y Zombie en su búsqueda para derrotar a Batman de una vez por todas antes de recapturar al Psycho-Pirate del Arkham Asylum. Bane cuelga a Dick Grayson, Jason Todd y Damian Wayne en la Baticueva antes de partir hacia el asilo, pero los tres sobreviven. Los secuaces de Bane capturan a Catwoman, al duque Thomas, al comisionado Gordon y al Tigre de Bronce para aislar a Batman de sus aliados. Bane golpea salvajemente a Batman en un callejón y lo cree muerto, pero descubre que Catwoman escapó, liberó al resto de los rehenes y ató a los secuaces de Bane, dándole a Batman la oportunidad de huir. Enfurecido, Bane asalta Arkham Asylum donde Alfred está obligando al Psico-Pirata a deshacer el miedo que infligió a Gotham Girl. Batman decide liberar a muchos de los reclusos para luchar contra Bane y así ganar más tiempo para Alfred y el Psico-Pirata, pero Bane vence fácilmente a los de Dos Caras, Solomon Grundy, Amygdala, Espantapájaros, Firefly y Sombrerero Loco. entre otros, antes de hacer que Riddler le abra una puerta a Batman para él. Bane y Batman luego tienen otra pelea, con un Batman ensangrentado apenas venciendo a su némesis.

#### Bane: Conquest
En la miniserie de 12 números Bane: Conquest, se revela que Bane sobrevivió a su pelea con Batman, mientras se enfoca en sus hazañas criminales fuera de Gotham City. Bane y su trío Bird, Zombie y Trogg se enteran de una actividad sospechosa fuera de Gotham e investigan. Descubren un carguero y varios mercenarios que transportan ojivas nucleares y otros armamentos a Gotham, lo que los lleva a sospechar de un ataque terrorista. Debido a que interrumpieron la venta en el mar, sospechan que el comprador todavía está en Gotham. Los interrogatorios minuciosos de los delincuentes locales les apuntan a un almacén que ya había sido asaltado por Batman, pero encuentran al comprador que les indica Qurac. Bane asalta impulsivamente el complejo del que les informó su líder y abruma fácilmente a la resistencia armada. Bane finalmente es sometido por una Taser de alta resistencia después de luchar contra Damocles, los mercenarios líder arrogante pero altamente calificado; El trío de Bane escapa por poco de su furgoneta que explota. Bane más tarde se encuentra desenmascarado y encarcelado con varios otros hombres, incluido Bruce Wayne. Batman también había estado investigando a Damocles antes de ser capturado. Los dos dejaron a un lado su enemistad para planear una fuga. Bane es sometido a extensas torturas durante el interrogatorio, pero no se rompe. Más tarde, Bane actúa siguiendo una corazonada al bloquear una abertura en su celda que se usaba para entregar alimentos y agua. Él y Bruce escapan y se dirigen en direcciones separadas. Bane hace un alboroto por todas las instalaciones y, finalmente, impone una sangrienta retribución al arrogante Damocles. Más tarde, Bane descubre un laberinto de tecnología debajo de la instalación controlada por el verdadero líder del equipo: el infrahumano Dionysus, que es poco más que una cabeza y dos pares de extremidades.
Bane y su trío deciden apropiarse del vasto imperio criminal de Dionysus. Después de encarcelar a Dionysus, aceptan su desafío de destruir a un formidable adversario criminal y apuntar a ladrones mundialmente infames conocidos como los Vor. Mientras Bird vigila a Dionysus, Bane y los demás irrumpen en un complejo de apartamentos que se cree es el corazón de la operación de los Vor debido a su alijo de armas y dinero. Desafortunadamente, el descuidado Bird es incapacitado por el astuto Dionysus, quien alerta al Spetsnaz local que dice haber descubierto actividad terrorista. Mientras Trogg y Zombie se ayudan con objetos de valor, Bane se encuentra con Catwoman, que había sido obligada por la policía rusa a piratear el Vor o enfrentarse al encarcelamiento. Catwoman le da un resbalón a Bane y activa una alarma que alerta a los soldados de infantería Vor; Dionysus piratea la seguridad del edificio e inicia un cierre que separa a Bane de los demás. Bane se pone al día con Catwoman y ella cumple su trato con la policía rusa usando la memoria USB que le dieron para robar cantidades masivas de datos de la base de datos de Vor. Catwoman dispara a Bane y escapa, y Bane se reagrupa con Zombie y Trogg para escapar por poco de la llegada de Spetsnaz. Buscando un nuevo desafío, Bane y su trío buscan asombrar a Kobra secuestrando a su líder profetizado, el Naja-Naja. Secuestran al actual Naja-Naja, un joven mimado, mientras asiste a una fiesta elegante. Bane y su trío se encuentran luego emboscados por las fuerzas de Kobra y escapan por poco cuando Kobra recupera el Naja-Naja. La tragedia golpea, sin embargo, cuando el Naja-Naja muere en un extraño accidente al entrar en su submarino. Dirigido por Dionysus, Bane y su trío aprovechan el vacío de liderazgo de Kobra para buscar al sucesor de Naja-Naja, que Kobra cree que es un bebé con una marca de nacimiento de serpiente que nació precisamente en el momento en que murió su predecesor. Esta búsqueda lleva al trío alrededor del mundo y finalmente a Bludhaven. Bane y el trío se encuentran con la agente de Kobra, Valentina, quien ha adquirido al bebé antes de que una aeronave Kobra que llega obliga a Bane y al trío a hacer una huida dolorosa y humillante. Para evitar que Kobra, sin líder, luche internamente, Valentina dirige la atención de la organización hacia el desmantelamiento sistemático del imperio criminal de Bane. Bane está desconcertado por sus rápidas pérdidas de territorio y capital, lo que preocupa a Bird. El cambio en el imperio criminal global llama la atención de Batman y lo lleva a él y a Alfred a planear un viaje. Bane les revela al trío y a Dionysus que necesitan un ejército y un general para luchar contra Kobra. Su primera parada es en Rusia para reclutar a los ancianos pero aún letales del KGBestia.
Además de KGBestia, Bane también recluta al francotirador Gunhawk y a su compañero Pistolera, al retirado Rey Faraday y a otros dos para ir a la guerra con Kobra. Bane hace que sus agentes secuestran a un miembro de alto rango de Kobra para interrogarlo. Mientras esto sucede, Valentina se frustra por los esfuerzos fallidos de los agentes de Kobra para capturar a Bane o confirmar su muerte. Usando el poder recién descubierto de Zombie, Bane obtiene la ubicación de la fortaleza de Kobra de su cautivo. Con esta información, Bane y su equipo planean un asalto a la fortaleza de Kobra. El equipo de Bane cuestiona su estrategia de atacar el corazón de Kobra, porque su fortaleza está en un país fuertemente vigilado, vagamente implícito en Corea del Norte. Para llevar a cabo su plan, Bane ataca a un oficial militar de alto rango para ganarse su confianza y acceder a información confidencial como códigos, contraseñas y la autorización militar necesaria. Bird comienza a cuestionar la dependencia de Bane de Venom, creyendo que ha embotado su juicio. Batman, que se ha infiltrado en la operación de Bane, llama a Alfred pidiéndole que le envíen un envío especial. Zombie escucha la llamada y delata a Dionysus, quien comienza a descifrar la llamada, sabiendo ya que fue hecha a Gotham, lo que enfurece a Bane. Con la información militar sensible, Bane, Gunhawk y Pistolera pasan por un puesto de control del puerto en un submarino que contiene armas y disfraces de Kobra. Habiéndose dividido en dos grupos, Bane y su equipo se infiltran en la fortaleza de Kobra. Valentina sospecha de un corte de energía y pone el complejo en alerta máxima, enviando la peor parte de las fuerzas de Kobra para proteger a Naja-Naja en su vivero. Durante la pelea, Bane sospecha del desaparecido Rey Faraday y lo encuentra transmitiendo a un tercero. Bane, creyendo que Faraday es un Bruce Wayne disfrazado, lo embosca y le rompe la espalda. Después de darse cuenta de su error, Bane es atacado por Valentina con un exo-traje, pero rápidamente la repele. Bane se dirige directamente a la guardería, que está vacía salvo por varios soldados Kobra caídos y una máscara desechada que alguna vez usó el mercenario francés Crow. Bane promete finalmente matar a Batman cuando se reúnan. Valentina persigue a Batman y al bebé antes de que interfiera Bane. Bane finalmente destruye el exo-traje antes de enfrentarse a Batman una vez más. Bane exige al bebé, que planea usar para usurpar el control de Kobra cuando Batman apele a su humanidad; racionalizando que Bane nunca permitiría que un inocente fuera criado de la misma manera que él. Bane le permite a Batman partir con el bebé a bordo del sumergible "Sea Bat", que fue la entrega que Batman le pidió a Alfred que hiciera. Bane escapa de la ira de Kobra abordando el Sea Bat. Ante la pérdida del Naja-Naja, Valentina y sus compañeros deciden silenciar al anciano de Kobra, Rampo, que había estado tratando de reunir a todas las fuerzas de Kobra para recuperar al bebé. El bebé aparece en la puerta de un orfanato de Gotham, su marca de nacimiento ha sido oscurecida / reemplazada por un injerto de piel. Algunas monjas acogen al bebé, que se había quedado con algo de dinero y el osito de peluche de la infancia de Bane, Osito.

## Poderes y habilidades
Bane es muy inteligente; en Bane of the Demon, Ra's al Ghul dice que Bane "tiene una mente igual a la más grande que ha conocido" (aunque descarta las habilidades de Bane como la astucia de un animal en lugar del intelecto culto y entrenado de Batman). Su fuerza le da más formas de enfrentarse a Batman. Bane ha demostrado ser capaz de levantar 15 toneladas. En prisión, aprendió por sí mismo varias disciplinas científicas iguales al nivel de comprensión de los principales expertos en esos campos. Conoce diez idiomas activos y al menos cuatro arcanos y muertos adicionales. Entre estos se encuentran español, inglés, francés, alemán, ruso, chino mandarín, persa, dari, urdu y latín. La historia de Bane of the Demon revela que tiene una memoria eidética. En un año, es capaz de deducir la identidad secreta de Batman.
También es muy tortuoso y un excelente estratega y táctico. En prisión, Bane también inventó su propia forma de calistenia, meditación y un estilo de lucha que usa contra otros luchadores de artes marciales muy conocidos dentro del Universo DC. Los primeros cuentos del creador de Bane, Chuck Dixon, retratan a Bane como un guerrero muy tranquilo y centrado similar a Bruce Lee; en tanto que saca fuerzas de la meditación tranquila y de la energía espiritual de la "misma roca de Peña Dura". Dixon imbuyó a Bane de una cualidad casi sobrenatural cuando explicó que Bane triunfó en todas sus peleas en la prisión al emplear estas habilidades, mientras que sus oponentes solo tenían rabia y codicia para impulsarlos. Varias escenas de "La venganza de Bane" exploran este aspecto cuando explica que el dominio de las técnicas de meditación de Bane "convirtió el tiempo y el espacio en juguetes". Una escena posterior que refuerza esta habilidad llega cuando Bird acude por primera vez a Bane en busca de ayuda porque escuchó de otros reclusos que Bane tiene "magia ... del tipo que le permite viajar más allá de los muros de la prisión". El uso de Veneno mejora sus habilidades físicas, niveles sobrehumanos. En la mayoría de las encarnaciones del personaje, Bane requiere un tanque especializado para ayudar a controlar la cantidad de Veneno que inyecta en su cuerpo.
Aunque Bane había jurado no usar Veneno en Vengeance of Bane II en 1995, y su personaje está escrito como si hubiera mantenido esa promesa para sí mismo, todavía no es raro que los artistas dibujen a Bane con el tubo que sale de su antiguo dispositivo de muñeca en la parte posterior de su cabeza, así como en casi todas las adaptaciones de medios del personaje, lo muestran usando activamente el compuesto Veneno. La escritora Gail Simone explicó estos lapsos en la continuidad de la aparición de Bane en un número de Secret Six, en el que Deadshot comentó que Bane simplemente mantuvo su viejo equipo Veneno con él por costumbre, a pesar de que Bane afirma que preferiría morir antes que usarlo de nuevo. Sin embargo, sí usa el veneno para salvar a su camarada y su figura hija, Scandal Savage.

## Otras versiones

### Amalgam Comics
En el Universo Amalgam, Bane se combinó con Bane Simpson de HYDRA como Nuke de Marvel Comics. Otra versión de Bane se fusionó con Punisher y se llamó "Banisher". Se le describe como un "antihéroe drogado y armado que le rompió la espalda a Bruce Wayne".

### Kingdom Come
En la realidad Kingdom Come, un anciano Bruce Wayne le menciona a Superman que Bane y Dos Caras irrumpieron en la Mansión Wayne y la destruyeron, después de que la identidad de Batman fuera expuesta, dejando solo la Batcave intacta.

### Elseworlds
Bane apareció en numerosos Elseworlds incluyendo Batman: Nosferatu como un criminal de bajo nivel; un Bane muerto aparece en un breve cameo en JLA: Riddle of the Beast, asesinado por Green Arrow.

### Smallville
Bane aparece en el Smallville cómic Smallville temporada Once.

### Batman/Teenage Mutant Ninja Turtles
En Batman/Teenage Mutant Ninja Turtles, Bane fue mutado en un elefante africano mutante humanoide por Shredder. Bane es finalmente derrotado por Batman y las Tortugas Ninja y regresa a la normalidad junto con los otros villanos mientras está bajo la custodia de A.R.G.U.S. En la miniserie secuela, Bane es elegido por una facción de la Liga de Asesinos para servir como su nuevo líder, en la creencia de que solo él tiene la fuerza para tener éxito donde Ra's ha fallado, pero cuando Donatello intenta viajar de regreso al universo de Batman para hablar con él sobre sus sentimientos actuales de insuficiencia, el transportador hace que Donatello cambie con Bane, lo que hace que Bane se haga cargo del Clan del Pie y Nueva York después de desarrollar un Veneno mejorado producido por Baxter Stockman. Finalmente es derribado por la Bati-Familia, las Tortugas y Shredder.

### Injusticia: Dioses entre nosotros
Bane hace su primera aparición en la serie de cómics Year Five of the Injustice: Gods Among Us. Decide aliarse con el régimen de Superman que le dará una posición de poder, por lo que ayuda al Alto Consejero Superman y Wonder Woman a dominar a Doomsday. Aunque inicialmente sospechó de las motivaciones de Bane, Superman está convencido de que Bane podría ser un activo valioso para el Régimen y está de acuerdo. Sin embargo, esta decisión no augura nada bueno para el resto del Régimen, que resiente abiertamente la idea de trabajar junto a sus antiguos enemigos.

### Batman '66
El cómic de Batman '66 presenta una versión de Bane en el universo de la serie de televisión Batman de 1966. Esta versión es un luchador profesional y también el dictador de Skull City, México. Se alía con Riddler, que robó un artefacto del Museo Gotham llamado Calavera de Cristal. La Calavera de Cristal es la fuente de los poderes de Bane y crea un Veneno similar a una antigua práctica azteca sobre la que Batman investigó. Encarceló al alcalde de Skull City después de que el alcalde destruyera la primera Calavera de Cristal y se convirtiera en el nuevo líder de la ciudad. En Gotham, desafió a Batman a un combate de lucha libre y salió victorioso cuando pareció romperle la espalda a Batman, pero Batman tenía un batarang en su espalda para evitar que su columna se rompiera. Batman lo desafió a una revancha en Skull City y colocó un dispositivo en la cara de Bane para evitar que bebiera el Veneno. Batman toma la delantera y permite que Bane sea derrotado por los luchadores de Skull City para reclamar su hogar al tirano.

### Batman: Caballero Blanco
Bane aparece en la serie de 2017 Batman: White Knight. Bane, junto con varios otros villanos de Batman, es engañado por Jack Napier (quien en esta realidad era un Joker que había sido alimentado a la fuerza con una sobredosis de pastillas por parte de Batman, lo que lo curó temporalmente de su locura) para beber bebidas que habían sido atadas. con partículas del cuerpo de Clayface. Esto se hizo para que Napier, que estaba usando la tecnología del Sombrerero Loco para controlar Clayface, pudiera controlarlos a través de la capacidad de Clayface para controlar partes de su cuerpo que habían sido separadas de él.

## Aparición en otros medios

### Televisión
- Apareció en un episodio de la serie animada Superman de los 90: Superman se disfraza de Batman para ayudar a Robin a encontrar al verdadero Hombre Murciélago (que fue secuestrado por Brainiac), y llevando este disfraz tiene un enfrentamiento contra Bane. Aunque el villano cree haberlo aplastado tirándole encima una estatua (pues Superman contiene sus poderes para "interpretar" mejor a Batman), el Hombre de Acero no tarda en derrotarlo con facilidad.
- Aparición en el episodio "Bane" de Batman: The Animated Series (cuando ya había sido renombrada a Las Aventuras de Batman y Robin) en la tercera temporada. En dicho episodio se relata su origen, similar al de los cómics aunque con leves diferencias, al igual que se hacen muchas referencias a su debut en el cómic Batman: Knightfall. A diferencia de lo ocurrido en Knightfall, En la serie Bane llega a Gotham por petición de Rupert Thorne en lugar de llegar por su cuenta. Además, durante su pelea con Batman, Bane está a punto de romperle la espalda a Batman (igual que en los cómics), siendo detenido por una sobredosis de Venom que casi lo mata.
- Aparición en la serie secuela The New Batman Adventures en el episodio "Over the Edge". En esta ocasión, aparece con una apariencia adaptada al de la película Batman y Robin. En dicho episodio, el Comisario Gordon forma una alianza con él para poder matar a Batman, debido a que el Espantapájaros había matado a Batichica y Batman no le había contado la verdad sobre el alter ego de su hija. El trato era que si Bane atrapaba a Batman, Gordon reduciría su condena de cárcel. Sin embargo, Bane atrapa a Batman, pero traiciona a Gordon y trata de asesinarlo. Batman lucha contra Bane hasta que le corta el tubo que le administraba Venom y lo enreda a la destruida Batseñal, por lo cual Bane se electrocuta. Gordon arrepentido, le da la mano y vuelven a ser socios. Pero Bane, en sus últimos momentos de vida, arranca la Batiseñal de su sitio y la lanza contra Gordon y Batman, y después de eso, muere. El destruido artefacto rueda hacía Batman y Gordon y los empuja al vacío. En este momento del cómic Bárbara Gordon (Batichica) se despierta, dando a entender que todo ha sido una pesadilla.
- Aparición en la serie futurista Batman Beyond en el episodio "The Winning Edge". Dicho episodio relata que en realidad, Bane sobrevivió al caer del barco (hecho que sucedió en la película Batman: el misterio de Batimujer) y se estableció en Latinoamérica produciendo el Venom para su distribución ilegal. Sin embargo los años de adicción lo habían dejado en estado vegetativo, cediendo su puesto a un nuevo "Bane" llamado Jackson Chappel.
- Aparición en la serie animada The Batman, en el episodio "Traction", donde lesiona considerablemente a Batman. Finalmente este lo derrota con ayuda de un robot controlado desde el interior. En la última temporada Bane hace una alianza con otros enemigos de Batman y con Lex Luthor para atacar juntos a Superman y debilitarlo con un rayo similar al de un Sol rojo. Pero Batman acude en su ayuda y Superman recupera su poder y finalmente derriba a Bane.
- Bane aparece en la quinta y última temporada de Gotham, interpretado por Shane West. Esta versión del personaje es Eduardo Dorrance, antiguo compañero del ejército de Jim Gordon, quien lidera el grupo militar "Delta Force" aparentemente para ayudar a Gordon y al GCPD en su guerra contra el elemento criminal de Gotham, después de que la ciudad se convierte en "Tierra de nadie". Renacido como Bane, lidera una misión para capturar a Gordon, Bruce Wayne y Barbara Kean. Más tarde, Bane toma el control del ejército y lucha contra el GCPD, a quienes se unen Oswald Cobblepot y Edward Nygma. Cuando Gordon y los demás convencen a los militares de que no sigan las órdenes de Bane. Bane y Delta Force son arrestados por los militares.
- Su última aparición fue en el cómic Justicia Joven, en el episodio "Drop Zone". En este, establece una alianza temporal con los miembros de la Justicia Joven. Aquí se puede ver que tiene rasgos latinoamericanos, ya que al empezar el episodio tiene un diálogo en español.
- Bane aparece en Justice League Action. En "Fallo del sistema", un duplicado robótico de Bane ayuda a los duplicados robóticos de otros villanos a derrotar a Batman, Superman, Wonder Woman, Cyborg y Booster Gold.
- Bane es un personaje recurrente en Harley Quinn, con la voz de James Adomian. Si bien su apariencia se basa en los cómics, su voz es una parodia directa de la interpretación de Tom Hardy en The Dark Knight Rises. Además, se lo representa como más tonto en comparación con otras encarnaciones y obsesionado con hacer estallar a cualquiera o cualquier cosa que lo antagonice por cualquier motivo, como un empleado de un bar de jugos que se equivocó con el nombre en sus órdenes. Hace apariciones menores dispersas a lo largo de la serie, generalmente junto a otros villanos y miembros de la Legión del Mal. En la segunda temporada, tras la destrucción de la Legión del Mal y Gotham, Bane se convirtió en miembro de la Liga de la Injusticia junto a Riddler, Pingüino, Dos Caras y Sr. Frío para aprovechar el caos y dividir lo que queda de Gotham entre ellos. Sin embargo, a pesar de ser miembro, los demás suelen tratar a Bane como un lacayo. En "Batman's Back Man", él y Dos-Caras intentan consolidar su poder después de que Harley acaba con la mayor parte de la Liga de la Injusticia, aunque este último intenta asegurarse de que solo él tenga éxito. Cuando Bane se entera de esto y casi lo mata, Dos-Caras le da un pozo en un desierto para apaciguarlo. En el episodio, "No hay otro lugar adonde ir más que abajo", Bane convirtió el pozo en un centro de rehabilitación y se convirtió en su guardián. Cuando Harley e Ivy fueron transferidas a su custodia, provocaron un motín para escapar. Bane persiguió a los dos solo para caer en su aparente muerte. En "Lovers 'Quarrel", sin embargo, se muestra que Bane ha sobrevivido, aunque varado en el Pozo. En "The Runaway Bridesmaid", Bane escapó del Pit y asistió a la boda de Ivy y Hombre Cometa antes de participar en una pelea entre los otros supervillanos presentes y el GCPD.
- Bane aparece en el episodio de DC Super Hero Girls, "#AcceptNoSubstitute", con la voz de Eric Lopez. Ha asumido la identidad civil de Diego Dorrance, un profesor de arte en la Escuela Secundaria Metrópolis, y está robando productos químicos de su laboratorio de ciencias para aumentar su fuerza.

### Cine

#### Batman y Robin(1997)
Una versión diferente de Bane aparece en Batman y Robin interpretado por el exluchador de la WCW Robert "Jeep" Swenson en uno de sus últimos papeles en el cine antes de su muerte. Antonio Diego (interpretado por Michael Reid MacKay) es un asesino en serie encarcelado que se transforma en "Bane" con una droga experimental llamado "Venom" por el científico loco, Dr. Jason Woodrue. Esta representación comparte más similitudes con un personaje llamado Ivan / Ivor que la encarnación de cómic de Bane, a quien solo se parece en términos de su máscara y la posesión de fuerza sobrehumana. Al igual que Ivor, es un matón inarticulado que sirve como guardaespaldas / secuaz de Hiedra Venenosa y apenas es capaz de hablar, y se comunica principalmente con gruñidos y rugidos. Bane es derrotado cuando Robin y Batgirl desconectan el tubo Venom en la parte posterior de su cabeza, lo que lo cambia de nuevo a su frágil ser. Este personaje fue uno de los muchos aspectos de la película que recibió críticas negativas por parte de admiradores y críticos por igual.

#### The Dark Knight Rises(2012)
Más tarde, en 2012, fue interpretado por Tom Hardy en la cinta dirigida por Christopher Nolan The Dark Knight Rises. En esta película es el antagonista principal, presentado como el líder de un grupo de mercenarios decididos a sembrar el caos en Gotham, antes de llevarla a su destrucción. Su pasado está vinculado a la Liga de las Sombras, de la cual fue excomulgado por Ra's al Ghul. Se trata de un hombre robusto con una misteriosa máscara respiratoria, de naturaleza cruel y sádica, y propenso a matar a sus víctimas con sus propias manos. Es un personaje de gran fuerza física que no siente dolor alguno (ni siquiera al enfrentarse a Batman) gracias a los analgésicos de Venom que le proporciona su máscara. Al final muere asesinado por Catwoman. Considerado como uno de los mejores villanos del cine de todos los tiempos  

### Videojuegos
- Batman: Arkham Asylum
- Batman: Arkham City
- Batman Rise of Sin Tzu
- Lego Batman 1,2 y 3
- DC Universe Online
- Injustice: Gods Among Us
- Batman: Arkham Origins
- Injustice 2

### Filosofía
El filósofo, sociólogo y crítico cultural esloveno Slavoj Žižek, escribió un análisis crítico sobre la cinta The Dark Knight Rises de Christopher Nolan, titulado Batman y la dictadura del proletariado. En él, Žižek se refiere a los simbolismos presentes en la película de Nolan y destaca sobre Bane:

"(...) incluso si Bane carece de la fascinación del Joker de Heath Ledger, hay una característica que lo distingue de este último: amor incondicional, la misma fuente de su dureza. En una breve pero emotiva escena, vemos cómo, en un acto de amor en medio de terribles sufrimientos, Bane cuida a la pequeña Talia, sin importarle las consecuencias y pagando un precio terrible por ello (fue golpeado en cada pulgada de su cuerpo mientras la defendía)

.